# Golpe de Estado em Mianmar em 2021
O golpe de Estado de 2021 em Mianmar começou na manhã de 1 de fevereiro quando a Conselheira de Estado Aung San Suu Kyi, o presidente Win Myint e outros líderes do partido governante foram detidos pelo Tatmadaw, o exército do país. Horas depois, o exército declarou estado de emergência e anunciou que o poder havia sido entregue ao comandante-chefe das forças armadas, Min Aung Hlaing. As forças armadas declararam inválidos os resultados das eleições gerais de novembro de 2020 e declararam suas intenções de realizar uma nova eleição no final do estado de emergência. O golpe de estado ocorreu um dia antes de o Parlamento de Mianmar era devido a jurar os membros eleitos nas eleições de 2020, evitando assim que isso ocorresse. O presidente Win Myint e a conselheira de Estado Aung San Suu Kyi foram detidos, juntamente com ministros e seus deputados e membros do parlamento.
Em 3 de fevereiro de 2021, Win Myint foi acusado de violar as diretrizes da campanha e as restrições à pandemia de COVID-19 de acordo com a seção 25 da Lei de Gestão de Desastres Naturais. Aung San Suu Kyi foi acusada de violar as leis de emergência COVID-19 e de importar e usar ilegalmente dispositivos de rádio e comunicação, especificamente seis dispositivos ICOM de sua equipe de segurança e um walkie-talkie, que são restritos em Mianmar e precisam de autorização do setor militar agências antes da aquisição. Ambos foram detidos sob custódia por duas semanas. Em 16 de fevereiro, no entanto, Aung San Suu Kyi recebeu uma acusação criminal adicional por violar a Lei Nacional de Desastres.
Pelo menos 100 pessoas foram mortas desde o início do golpe. A respeito dessa repressão violenta contra civis, a Comissária das Nações Unidas para os Direitos Humanos, Michelle Bachelet, disse: “É totalmente repulsivo que as forças de segurança estejam disparando munição real contra manifestantes pacíficos em todo o país”. A ONU também disse que mais 1.700 foram detidos arbitrariamente desde o golpe militar em 1º de fevereiro.

## Contexto
Mianmar, também conhecido como Birmânia, sofre de instabilidade política desde que declarou a independência da Grã-Bretanha em 1948. Entre 1958 e 1960, os militares formaram um governo provisório sob o comando de U Nu, o primeiro-ministro democraticamente eleito do país, para resolver lutas políticas internas. Os militares restauraram voluntariamente o governo civil após a realização das eleições gerais birmanesas de 1960. Menos de dois anos depois, os militares tomaram o poder no golpe de 1962, que sob a liderança de Ne Win, precipitou 26 anos de regime militar.
Em 1988, eclodiram protestos em todo o país no país. Apelidada de Revolta de 8888, a agitação civil foi desencadeada pela má gestão econômica, levando Ne Win a renunciar. Em setembro de 1988, os principais líderes militares formaram o Conselho de Estado para a Paz e Desenvolvimento (CEPD), que então tomou o poder. Aung San Suu Kyi, filha da moderna fundadora do país, Aung San, tornou-se uma notável ativista pró-democracia durante este período. Em 1990, as eleições livres foram permitidas pelos militares, partindo do princípio de que os militares desfrutavam do apoio popular. No final das contas, as eleições resultaram em uma vitória esmagadora do partido de Suu Kyi, a Liga Nacional para a Democracia. No entanto, os militares se recusaram a ceder o poder e a colocaram em prisão domiciliar.
Os militares permaneceram no poder por mais 22 anos até 2011, seguindo o roteiro dos militares para a democracia, durante o qual a Constituição de Mianmar de 2008 foi elaborada. Entre 2011 e 2015, uma transição democrática provisória começou e as eleições realizadas em 2015 resultaram na vitória do partido de Suu Kyi, a Liga Nacional para a Democracia. No entanto, os militares mantiveram poder substancial, incluindo o direito de nomear 1/4 dos membros do parlamento.
O golpe de 2021 ocorreu após as eleições gerais de 8 de novembro de 2020, nas quais a Liga Nacional para a Democracia (NLD) conquistou 396 dos 476 assentos no parlamento, uma margem de vitória ainda maior do que na eleição de 2015. O partido procurador dos militares, o Partido União de Solidariedade e Desenvolvimento, ganhou apenas 33 cadeiras.
O exército contestou os resultados, alegando que a votação foi fraudulenta. A tentativa de golpe havia sido rumores por vários dias, gerando declarações de preocupação de países ocidentais como o Reino Unido, França, Estados Unidos e Austrália.

## Cronologia
Um porta-voz do LND, Myo Nyunt, disse que Suu Kyi, Win Myint, Han Tha Myint e outros líderes do partido foram "capturados" em um ataque matinal. Nyunt acrescentou que também esperava ser detido em breve. Numerosos canais de comunicação pararam de funcionar: linhas telefônicas para a capital Nepiedó não funcionaram bem, a televisão estatal MRTV disse que não conseguiu transmitir devido a "problemas técnicos" e interrupções generalizadas da internet foram relatadas a partir das 3h. Soldados foram vistos em Nepiedó e na maior cidade, Rangum.

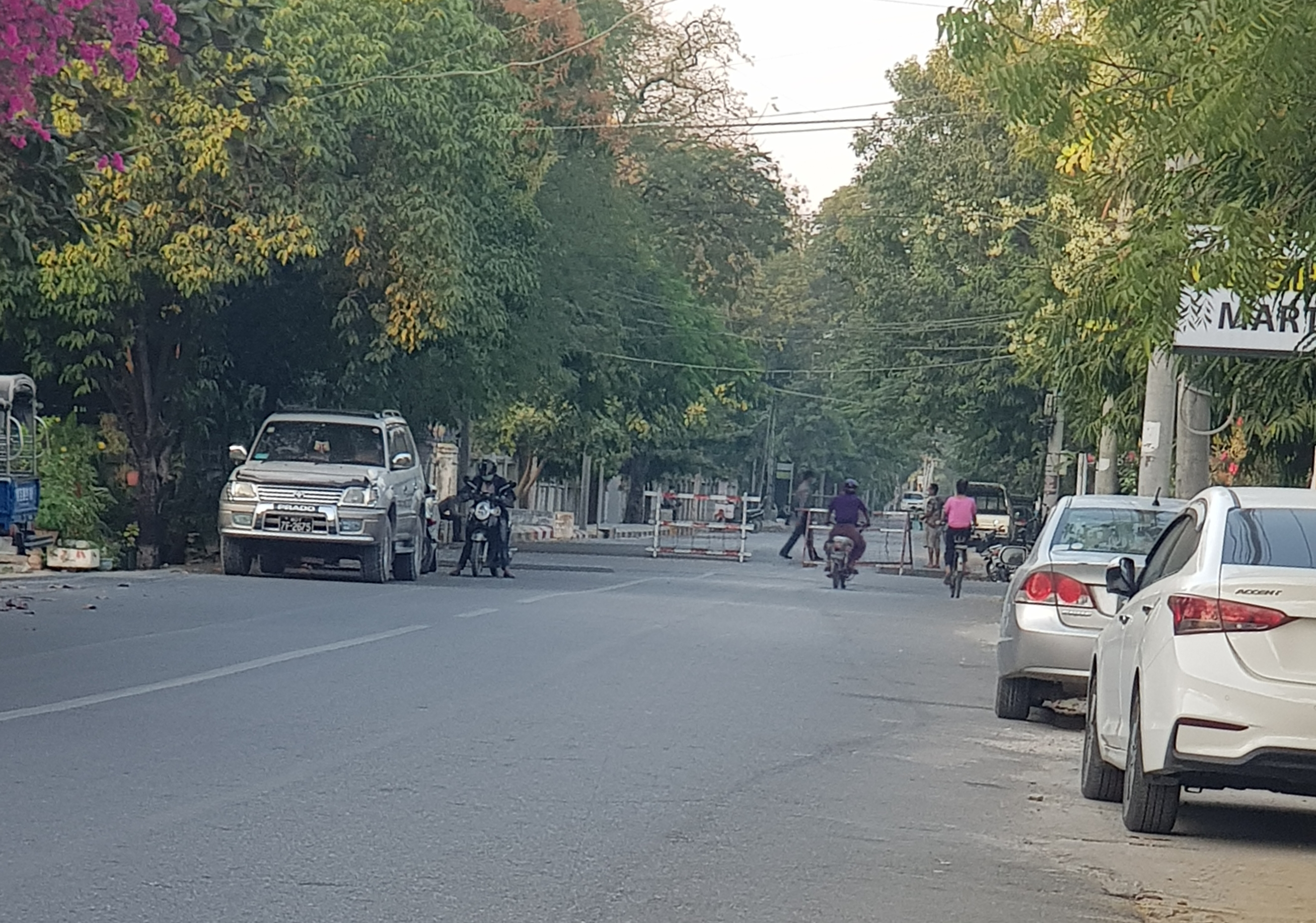
Um bloqueio militar da estrada que conduz ao gabinete do Governo da Região de Mandalay.

Cerca de 400 membros eleitos do parlamento (MPs) foram colocados em prisão domiciliar, confinados a um complexo habitacional do governo em Nepiedó. Após o golpe, a LND providenciou para que os parlamentares permanecessem alojados no complexo até o dia 6 de fevereiro. Os usuários das redes sociais começaram a pedir aos parlamentares que convocassem uma sessão parlamentar em uma pousada do governo, uma vez que o grupo atendia aos requisitos de quorum da Constituição. Em resposta, os militares emitiram outra ordem dando aos MP's 24 horas para deixarem as instalações da pousada. No dia 4, 70 MP's da LND fizeram um juramento de posse, em claro desafio ao golpe.
Durante o golpe, os soldados também detiveram vários monges budistas que lideraram a Revolução do Açafrão de 2007, incluindo Myawaddy Sayadaw e Shwe Nyar War Sayadaw, críticos declarados dos militares. Líderes ativistas da revolta do dia 8888, incluindo Mya Aye, também foram presos. Até o dia 4 a Associação de Assistência a Presos Políticos identificou 133 funcionários e legisladores e 14 ativistas da sociedade civil detidos pelos militares como resultado do golpe.
Soldados foram vistos em Nepiedó e na maior cidade, Rangum. Posteriormente, os militares anunciaram na TV Myawaddy controlada pelos militares que haviam assumido o controle do país por um ano. Uma declaração assinada pelo presidente em exercício Myint Swe declarou que a responsabilidade pela "legislação, administração e judiciário" havia sido transferida para Min Aung Hlaing. O Conselho de Defesa e Segurança Nacional - presidido pelo presidente em exercício Myint Swe e com a presença de altos oficiais militares - foi convocado, após o que uma declaração foi emitida pelos militares declarando que novas eleições seriam realizadas, e que o poder só seria transferido após terem realizado concluído. Os militares também anunciaram a remoção de 24 ministros e deputados, para os quais foram nomeados 11 substitutos. Posteriormente, os militares anunciaram na televisão por eles controlada que haviam assumido o controle do país por um ano.

### Fevereiro
No dia 2, Min Aung Hlaing estabeleceu o Conselho de Administração do Estado, com 11 membros, como o órgão de governo executivo.
Em 3 de fevereiro, a polícia de Mianmar apresentou acusações criminais contra Aung San Suu Kyi, acusando-a de violar a Lei de Exportação e Importação, por supostamente importar dispositivos de comunicação não licenciados usados por seu destacamento de segurança, após conduzir uma operação em sua casa na capital. A Lei de Exportação e Importação acarreta uma possível pena de prisão de 3 anos e/ou multa, e foi usada anteriormente em 2017 para processar jornalistas por voar um drone acima da Assembleia da União. Enquanto isso, Win Myint foi acusado de violar a Lei de Gestão de Desastres Naturais, especificamente por acenar para um comboio da LND em setembro de 2020, violando assim as regras contra a campanha eleitoral durante a pandemia de COVID-19.
No dia 6 de fevereiro, Sean Turnell, o conselheiro econômico australiano do governo civil, foi preso.
Nos dias 8 e 9, o governo militar emitiu ordens para impor o toque de recolher das 20h às 4h em Rangum e outras cidades importantes e restringir encontros de 5 ou mais pessoas nos espaços públicos. A sede do LND em Rangum foi invadida pela polícia de Mianmar. O regime militar de Mianmar distribuiu um rascunho da polêmica Lei de Segurança Cibernética aos provedores de serviços de Internet, pedindo-lhes que enviassem comentários até 15 de fevereiro. A lei foi amplamente criticada pelas comunidades de TI por violar os direitos humanos ao colocar os cidadãos sob vigilância digital e restringir severamente a liberdade de expressão. Notícias sobre o envolvimento da China na construção do firewall foram amplamente divulgadas entre os usuários de mídia social de Mianmar, o que leva os manifestantes a se manifestarem do lado de fora da embaixada chinesa. A China negou a notícia como boato. No dia 9, a Nova Zelândia suspendeu todos os contatos de alto nível com Mianmar e proibiu as viagens de seus líderes militares por causa do golpe.
No dia 10, um funcionário público do estado de Caiá protestou contra o golpe, que também incluiu policiais estacionados lá quando recusaram ordens de seu superior para voltar ao trabalho. À meia-noite de 12 de fevereiro, membros do exército e da polícia de Mianmar prenderam ministros do governo, funcionários eleitorais, membros seniores do NLD, ativistas e um ex-general. Uma postagem viral online no dia 13, mostrou que o Ministério da Informação (MOI), dirigido por militares, pressionou a imprensa a não usar as palavras "junta" e "regime" na mídia na primeira tentativa dos militares de restringir a liberdade de imprensa. O regime militar emitiu um mandado de prisão para sete ativistas e influenciadores bem conhecidos, incluindo Min Ko Naing, por usar sua fama para espalhar textos e palestras nas redes sociais que perturbariam o processo de paz da nação.
Em 15 de fevereiro, os militares implantaram veículos blindados pelas cidades, na tentativa de silenciar as manifestações no país. Milhares de manifestantes em diferentes cidades de Mianmar pediram a libertação de Suu Kyi. Dois dias depois, os militares emitiram mandado de prisão contra mais seis celebridades por instar funcionários públicos a se juntarem ao movimento de desobediência civil.
Em 26 de fevereiro de 2021, o embaixador de Mianmar na ONU Kyaw Moe Tun condenou o golpe pelo Tatmadaw. Ele foi demitido de seu posto no dia seguinte.

### Março
Em 8 de março de 2021, o canal estatal MRTV anunciou que o Ministério da Informação revogou licenças para cinco meios de comunicação locais: Mizzima, Myanmar Now, DVB, 7 Day News e Khit Thit Media. O anúncio afirmava que os veículos estavam proibidos de publicar e difundir em qualquer tipo de mídia e utilizar qualquer tipo de tecnologia.
Em 9 de março de 2021, Kyaw Swar Min, o embaixador birmanês no Reino Unido, estava sendo chamado de volta depois de condenar aquele Tatmadaw pelo golpe.
Em 14 de março de 2021, os manifestantes destruíram e queimaram 10 fábricas de propriedade de chineses e pelo menos 1 de taiwaneses na Zona Industrial de Shwe Lin Ban, município de Hlaing Thar Yar. A Embaixada da China em Mianmar pediu às autoridades em Mianmar que tomem medidas eficazes para conter a violência e punir os perpetradores. Após a forte declaração sobre os tumultos, a página da embaixada no Facebook foi bombardeada com comentários negativos em birmanês e mais da metade das reações - mais de 29.000 - usaram o emoji de rosto sorridente, mostrando seu ataque planejado.

## Eventos

### Motivos
Os motivos dos militares para o golpe permanecem obscuros. Ostensivamente, os militares postularam que a suposta fraude eleitoral ameaçava a soberania nacional. Poucos dias antes do golpe, a Comissão Eleitoral da União, nomeada por civis, rejeitou categoricamente as alegações dos militares de fraude eleitoral, citando a falta de evidências para apoiar as alegações dos militares de 8,6 milhões irregularidades nas listas de eleitores nos 314 distritos de Mianmar.
O golpe pode ter sido impulsionado pelo objetivo dos militares de preservar seu papel central na política birmanesa. A Lei dos Serviços de Defesa impõe uma idade de aposentadoria obrigatória de 65 anos para o Comandante-em-Chefe das Forças Armadas. Min Aung Hlaing, o titular, teria sido forçado a se aposentar em seu 65º aniversário em julho de 2021. Além disso, a Constituição confere poderes apenas ao presidente, em consulta com o Conselho de Defesa e Segurança Nacional, com autoridade para nomear o sucessor de Min Aung Hlaing, o que poderia ter proporcionado uma oportunidade para o braço civil do governo nomear um oficial militar mais reformista como Comandante-em-Chefe. A falta de poder de Hlaing o teria exposto a um possível processo e responsabilização por alegados crimes de guerra durante a crise ruainga em vários tribunais internacionais. Min Aung Hlaing também sugeriu uma potencial entrada na política como um civil, após sua aposentadoria.
O grupo ativista Justice for Myanmar também observou os significativos interesses financeiros e comerciais de Min Aung Hlaing e sua família, como um potencial fator motivador para o golpe. Min Aung Hlaing supervisiona dois conglomerados militares, a Myanmar Economic Corporation (MEC) e a Myanma Economic Holdings Limited (MEHL), enquanto sua filha, filho e nora têm participações comerciais substanciais no país.
Poucos dias antes do golpe, o Fundo Monetário Internacional (FMI) liberou 350 milhões em dinheiro para o Banco Central de Mianmar, como parte de um pacote de ajuda de emergência, para lidar com a pandemia de COVID-19 em curso. Os fundos vieram sem condições e sem precedentes para reembolsos. Em resposta a potenciais preocupações quanto ao uso adequado dos fundos pelo regime militar, um porta-voz do FMI declarou: “Seria do interesse do governo e certamente do povo de Mianmar que esses fundos fossem realmente usados de acordo.” O FMI não tratou diretamente de quaisquer preocupações com relação à independência do Banco Central, dada a nomeação pelos militares de Than Nyein, um aliado, como governador.
Um lobista da junta militar relatou que a junta gostaria de melhorar as relações com os Estados Unidos e distanciar Mianmar da China, acreditando que Mianmar havia se aproximado demais da China sob Aung San Suu Kyi.

### Base legal
A legalidade do golpe foi questionada por juristas, incluindo Melissa Crouch. A Comissão Internacional de Juristas concluiu, por meio de um golpe de estado, que os militares violaram a constituição de Mianmar, uma vez que as alegadas irregularidades eleitorais não justificavam a declaração do estado de emergência conforme a Constituição. Além disso, os juristas consideraram que as ações dos militares haviam violado o princípio fundamental do Estado de Direito. O NLD também rejeitou a base legal para o controle militar.
Durante o anúncio do golpe, os militares invocaram os artigos 417 e 418 da Constituição de 2008 como base legal para o golpe militar. No entanto, o artigo 417 da Constituição autoriza apenas um presidente em exercício a declarar o estado de emergência, após consulta ao Conselho de Defesa e Segurança Nacional (CDSN). O atual presidente civil Win Myint não cedeu voluntariamente seu cargo; em vez disso, o estado de emergência foi declarado inconstitucionalmente pelo vice-presidente Myint Swe.
A declaração do estado de emergência transfere então os poderes legislativo, executivo e judiciário para o Comandante-em-Chefe, conforme o artigo 418. Metade dos membros do CDSN na época do golpe eram civis, incluindo o presidente, o segundo vice-presidente eleito por civis e os oradores da câmara alta e baixa. Os militares afirmam que o CDSN foi convocado, presidido por Min Aung Hlaing, para invocar os Artigos 417 e 418. No entanto, esta sessão foi realizada na ausência dos membros civis do CDSN, e não está claro se os militares tinham autoridade constitucional para declarar unilateralmente o estado de emergência, uma vez que a Constituição concede ao presidente, que na época não havia voluntariamente deixou sua função, a única autoridade para declarar o estado de emergência.

## Reações

### Reações internacionais

Mianmar
Condena o golpe
Profundamente preocupado
Neutro
Sem posição pública

Diversos países se pronunciaram sobre o golpe, incluindo a China, as Filipinas, Índia, Indonésia, Malásia, Paquistão, Coreia do Sul e Cingapura demostraram "preocupação" para com a situação. Os Estados Unidos, Austrália, Reino Unido, Japão Nova Zelândia,Espanha, Suécia, e Turquia condenaram o golpe e pediram pela soltura dos presos.
O presidente Joe Biden foi informado sobre os acontecimentos em Mianmar em 1º de fevereiro. Os EUA manifestaram sua "oposição à qualquer tentativa de alterar o desfecho das recentes eleições ou impedir a transição de Mianmar para a democracia", ameaçando impor sanções aos golpistas caso não deixassem o poder. O presidente Biden também afirmou que congelaria um bilhão em ativos dos Estados Unidos que beneficiam o governo de Mianmar, ao mesmo tempo que mantém o apoio à saúde, grupos da sociedade civil e outras áreas que beneficiam diretamente o povo de Mianmar.
Em resposta ao golpe, a primeira-ministra da Nova Zelândia, Jacinda Ardern, anunciou que o país suspendeu suas relações diplomáticas com Mianmar uma semana após o golpe; o governo da Nova Zelândia também proibiu algumas elites de alto escalão no governo militar. Camboja, Tailândia e Vietnã se recusaram explicitamente a apoiar um lado, caracterizando o golpe como um assunto interno.
Organizações intergovernamentais, incluindo as Nações Unidas, ANSA, e a União Europeia expressaram preocupação e apelaram ao diálogo de ambas as partes. Além da preocupação, a União Europeia também condenou o golpe e pediu a libertação dos detidos.

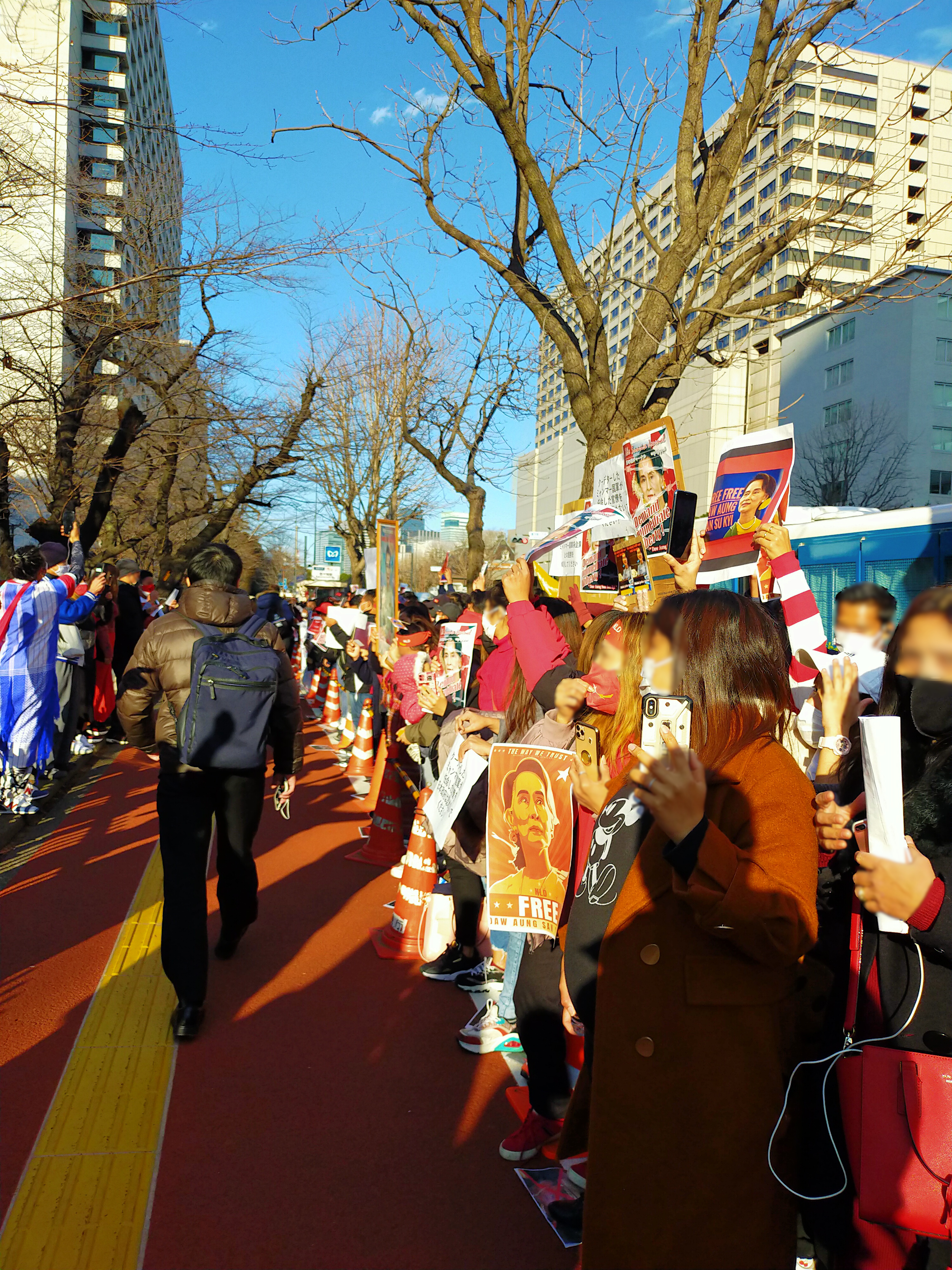
3,000 protestantes pedindo pela liberação de Aung San Suu Kyi em Kasumigaseki.

Em resposta ao golpe, o Conselho de Segurança da ONU realizou uma reunião de emergência, onde foi proposta uma resolução redigida pelos britânicos pedindo a "restauração da democracia" em Mianmar, condenando a ação militar de Mianmar e pedindo a libertação dos detidos. A declaração não foi emitida devido à falha em angariar o apoio de todos os 15 membros do conselho; os diplomatas da China e da Rússia teriam que encaminhar o projeto aos seus respectivos governos para revisão. China e Rússia, como membros permanentes do conselho e, portanto, com poder de veto, recusaram-se a apoiar a declaração. Índia e Vietnã, dois membros não permanentes, também "expressaram reservas" sobre a resolução. Um grupo de cerca de 200 expatriados birmaneses e alguns ativistas pró-democracia tailandeses, incluindo Parit Chiwarak e Panusaya Sithijirawattanakul, protestaram contra o golpe na embaixada birmanesa na rua Sathon Nuea em Bancoque, Tailândia. Alguns manifestantes supostamente mostraram a saudação de três dedos, o símbolo usado nos protestos clamando por democracia na Tailândia. O protesto terminou com uma repressão policial; dois manifestantes ficaram feridos e hospitalizados, e outros dois foram presos. Cidadãos birmaneses em Tóquio, Japão, se reuniram em frente à Universidade das Nações Unidas, também para protestar contra o golpe. Em 3 de fevereiro, mais de 150 birmaneses americanos protestaram em frente à Embaixada de Mianmar em Washington, D.C.
Em 4 de fevereiro de 2021, expatriados japoneses vivendo/trabalhando em Mianmar foram evacuados do Aeroporto Internacional de Rangum para o Aeroporto Internacional de Narita após o golpe de 1 de fevereiro.
A Força Policial de Cingapura emitiu advertências contra os estrangeiros que planejam participar de protestos anti-golpe em Cingapura.
Em 26 de fevereiro de 2021, a Assembleia Nacional da Coreia do Sul aprovou uma decisão que condenava o golpe conduzido pelo Tatmadaw. No Japão, o secretário-chefe de gabinete Katsunobu Kato advertiu o governo liderado pelo Conselho de Administração do Estado para parar de usar força letal para dispersar os protestos.
A Força Policial de Segurança Pública de Macau advertiu os residentes de Mianmar de que não estão autorizados a realizar protestos anti-golpe, uma vez que o Artigo 27 da Lei Básica de Macau apenas permite aos residentes macaenses o direito de o fazer.
Em 4 de março de 2021, o Ministério das Relações Exteriores de Cingapura exortou os cidadãos de Cingapura que vivem ou trabalham em Mianmar a partir imediatamente enquanto podem, devido aos confrontos crescentes entre os manifestantes e a polícia. Também alertou os cingapurianos para evitar todas as viagens a Mianmar.
Os encontros regionais da Associação de Nações do Sudeste Asiático passaram à excluir a representação de Myanmar após o golpe, marcando a crescente marginalização do país na política internacional. A Associação buscou mediar diplomaticamente o conflito desde o início, porém, as lideranças militares frustraram as possibilidades de acordo. Numa reunião de novembro, a República Popular da China solicitou a inclusão do lider golpista Min Aung Hlaing, diversos países do bloco rejeitaram a proposta. A proposta chinesa causou manifestações de descontentamento entre ativistas da democracia de Myanmar.

### Reações religiosas
Vários mosteiros budistas e instituições educacionais denunciaram o golpe, entre eles os mosteiros Masoyein e Mahāgandhārāma. A Academia Budista Internacional de Sitagu também divulgou uma declaração implorando contra ações que vão contra o Darma. Além da saṅgha budista, o clero local e os monges da Igreja Católica expressaram de forma semelhante sua oposição ao controle militar.
Como a resposta militar aos protestos que se seguiram começou a tomar um rumo violento, o Shwekyin Nikāya, a segunda maior ordem monástica de Mianmar, instou Min Aung Hlaing a cessar imediatamente os ataques a civis desarmados e a se abster de se envolver em roubo e destruição de propriedade. Seus principais monges, incluindo Ñāṇissara Bhikkhu, que é conhecido por sua relação amigável com os militares, lembraram o general para ser um bom budista, o que implicava manter os Cinco Preceitos exigidos para pelo menos um renascimento humano.

### Reações domésticas

#### Apagão da internet
Em 4 de fevereiro, operadoras de telecomunicações e provedores de internet em Mianmar foram obrigados a bloquear o Facebook até 7 de fevereiro, para garantir a "estabilidade do país". A MPT, uma operadora estatal, também bloqueou os serviços do Facebook Messenger, Instagram e WhatsApp, enquanto A Telenor Myanmar bloqueou apenas o Facebook. O Facebook foi usado para organizar as greves trabalhistas da campanha de desobediência civil e o movimento de boicote emergente. Após a proibição do Facebook, os usuários birmaneses começaram a migrar para o Twitter, popularizando hashtags como #RespectOurVotes, #HearTheVoiceofMyanmar e #SaveMyanmar. Em 5 de fevereiro, o governo estendeu a proibição de acesso às mídias sociais para incluir Instagram e Twitter. Na manhã de 6 de fevereiro, as autoridades militares iniciaram uma interrupção da Internet em todo o país. O acesso à Internet foi restringido pelo governo novamente desde 14 de fevereiro de 2021 por 20 dias, das 1h00 às 9h00.

#### Reações comerciais
O maior desenvolvedor imobiliário industrial da Tailândia, Amata, interrompeu um projeto de desenvolvimento de zona industrial de um bilhão em Rangum em resposta ao golpe, após iniciar a construção em dezembro de 2020. Suzuki Motor, a maior montadora de automóveis de Mianmar, e vários fabricantes suspenderam as operações domésticas após o golpe. A Bolsa de Valores de Rangum também suspendeu as negociações desde 1º de fevereiro. O mercado imobiliário de Mianmar despencou como resultado do golpe, com vendas e transações de compra caindo quase 100%. Em 4 de fevereiro, a multinacional francesa do petróleo Total S.A. anunciou que estava revisando o impacto do golpe em suas operações e projetos domésticos.
Em 5 de fevereiro, a Kirin Company encerrou seu empreendimento conjunto com a Myanma Economic Holdings Limited (MEHL), de propriedade militar. O empreendimento conjunto, Myanmar Brewery, produz várias marcas de cerveja, incluindo a Cerveja de Mianmar, e tem 80% do mercado no país. A participação da Kirin foi avaliada em 1,7 bilhão de dólares.
Em 8 de fevereiro, Lim Kaling, cofundador da Razer, anunciou que estava alienando sua participação em um empreendimento conjunto com uma empresa de tabaco de Singapura que possui uma participação de 49% na Virginia Tobacco, cuja participação majoritária é detida pela MEHL. Virginia Tobacco, a maior fabricante de cigarros de Mianmar, possui as marcas Red Ruby e Premium Gold. Naquela noite, Min Aung Hlaing fez um discurso na televisão, com o objetivo de aliviar as preocupações sobre o clima de investimento estrangeiro em Mianmar.
O presidente dos Estados Unidos, Joe Biden, anunciou que sua administração imporá sanções aos líderes militares do golpe em Mianmar e congelará 1 bilhão de dólares em ativos governamentais mantidos nos Estados Unidos em 11 de fevereiro.
Depois que vários manifestantes foram mortos a tiros pelos militares durante os protestos em fevereiro, o Facebook respondeu suspendendo várias contas pertencentes a governos, incluindo Tatmadaw e seu site de notícias, Tatmadaw True News e RTM, devido a essas páginas vinculadas à promoção da violência. Em 25 de fevereiro, o Facebook baniu todas as contas dos militares de Mianmar (Tatmadaw), junto com suas entidades comerciais relacionadas. O gigante da tecnologia também implementou a mudança no Instagram. Outras empresas de tecnologia fazem o mesmo, com o YouTube encerrando vários canais pertencentes a governos, incluindo MRTV e Myawaddy TV, e o TikTok restringe vários conteúdos de violência de serem disponibilizados em sua plataforma.

#### Protestos
Esforços de resistência civil surgiram dentro do país, em oposição ao golpe, em várias formas, incluindo atos de desobediência civil, greves trabalhistas, uma campanha de boicote militar, um movimento de destruição de maconha, uma campanha de fita vermelha, protestos públicos e reconhecimento formal dos resultados das eleições pelos representantes eleitos. A saudação de três dedos foi amplamente adotada como um símbolo de protesto, enquanto os internautas se juntaram à Milk Tea Alliance, um movimento online de solidariedade democrática na Ásia. "Kabar Makyay Bu" (ကမ္ဘာ မ ကျေ ဘူး), uma canção que foi popularizada como o hino da Revolta de 8888, foi revitalizada pelo movimento de desobediência civil como uma canção de protesto.

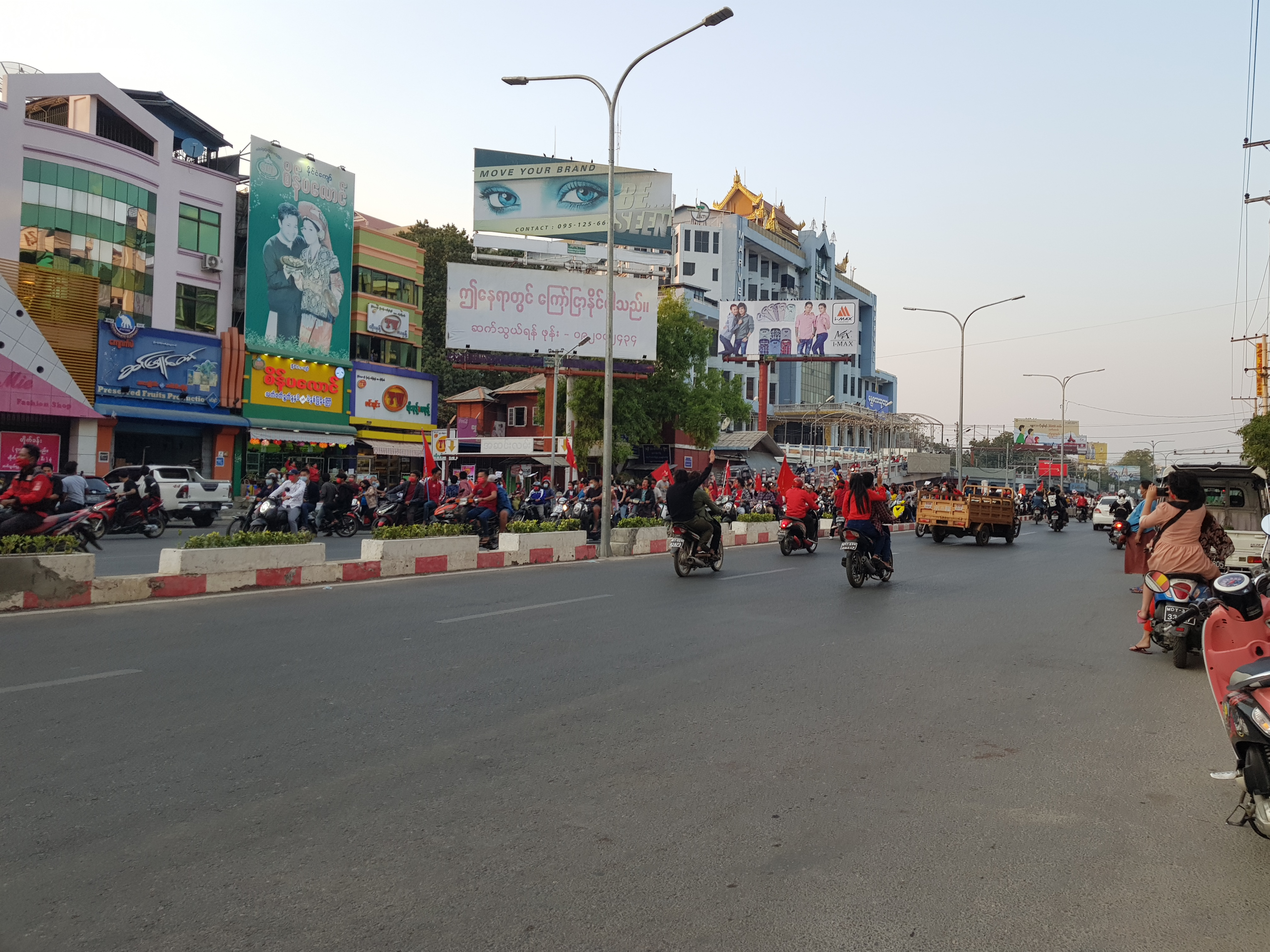
Manifestantes andando de motocicleta na 78º Rua perto da Estação Ferroviária Central de Mandalai.

Desde o início do golpe, residentes em centros urbanos como Rangum encenaram panelaços, batendo potes e panelas em uníssono todas as noites como um ato simbólico para afastar o mal, como um método de expressar sua oposição ao golpe.
Em 2 de fevereiro, trabalhadores da saúde e funcionários públicos de todo o país lançaram uma campanha nacional de desobediência civil, em oposição ao golpe, com trabalhadores de dezenas de hospitais e instituições estatais iniciando uma greve trabalhista. Um grupo de campanha do Facebook apelidado de "Movimento de Desobediência Civil" atraiu mais de 200 mil seguidores, desde seu lançamento inicial em 2 de fevereiro. Desde 3 de fevereiro, trabalhadores de saúde em mais de 110 hospitais e agências de saúde participaram do movimento. As greves trabalhistas se espalharam para outras partes do serviço público, incluindo ministérios sindicais e universidades, bem como para empresas privadas, como fábricas e minas de cobre, estudantes e grupos de jovens.
Em 3 de fevereiro, os profissionais de saúde lançaram a campanha do laço vermelho (ဖဲကြိုး နီ လှုပ်ရှားမှု), a cor vermelha sendo associada ao LND. O laço vermelho foi adotada por funcionários públicos e trabalhadores em todo Mianmar como um símbolo de oposição ao regime militar.
Em 3 de fevereiro, um movimento de boicote doméstico chamado de campanha "Stop Buying Junta Business" também surgiu, pedindo o boicote de produtos e serviços ligados aos militares de Mianmar. Entre os bens e serviços direcionados ao significativo portfólio de negócios das forças armadas birmanesas estão Mytel, uma operadora nacional de telecomunicações, Mianmar, Mandalay e Dagon Beer, várias marcas de café e chá, 7th Sense Creation, que foi cofundada pela filha de Min Aung Hlaing, e linhas de ônibus.
Protestos públicos também surgiram na esteira do golpe. Em 2 de fevereiro, alguns yangonitas organizaram um breve protesto de 15 minutos às 20h, pedindo a queda da ditadura e a libertação de Suu Kyi. Em 4 de fevereiro, 30 cidadãos protestaram contra o golpe, em frente à Universidade de Medicina de Mandalai, um ato que resultou em quatro prisões. Em 6 de fevereiro, 20 mil manifestantes participaram de um protesto de rua em Rangum contra o golpe, pedindo a libertação de Aung San Suu Kyi. Trabalhadores de 14 sindicatos participaram dos protestos. Os protestos se espalharam por Mandalai e pelo município Pyinmana de Nepiedó na tarde de 6 de fevereiro. As marchas em Mandalai começaram às 13:00. Os manifestantes continuaram em motocicletas às 16:00 em reação às restrições da polícia. A polícia estava no controle às 18:00. Em 9 de fevereiro de 2021, os militares usaram de violência para reprimir protestos pacíficos, ferindo seis manifestantes, incluindo uma mulher de 20 anos que foi baleada na cabeça. Cerca de cem manifestantes foram presos em Mandalai. Em 10 de fevereiro de 2021, a maioria dos manifestantes presos em Mandalai foi libertada.
Grupos de jovens protestaram nas estradas usando fantasias de cosplay, saias, vestidos de noiva e outras roupas incomuns para a vida diária, enquanto seguravam letreiros e faixas de vinil que rompiam com as mensagens de protesto mais tradicionais do país com o objetivo de chamar a atenção da imprensa nacional e internacional mídia.
Em 12 de fevereiro, o Dia da União em Mianmar, a repressão da junta militar em Mawlamyine tornou-se mais intensa quando os tiros foram disparados. Tiros foram ouvidos em Myitkyina, no estado de Cachim, quando as forças de segurança entraram em confronto com os manifestantes em 14 de fevereiro. Cinco jornalistas foram presos posteriormente. As tropas se juntaram à polícia na dispersão forçada dos manifestantes usando balas de borracha e estilingues na cidade de Mandalai. No dia 20 do mesmo mês, houve pelo menos 20 feridos e duas mortes pela polícia de choque.